# Brucerolis howensis
Brucerolis howensis är en kräftdjursart som beskrevs av Storey och Gary C.B. Poore 2009. Brucerolis howensis ingår i släktet Brucerolis och familjen Serolidae.
Artens utbredningsområde är Tasmanhavet. Inga underarter finns listade i Catalogue of Life.